# Davey Hamilton

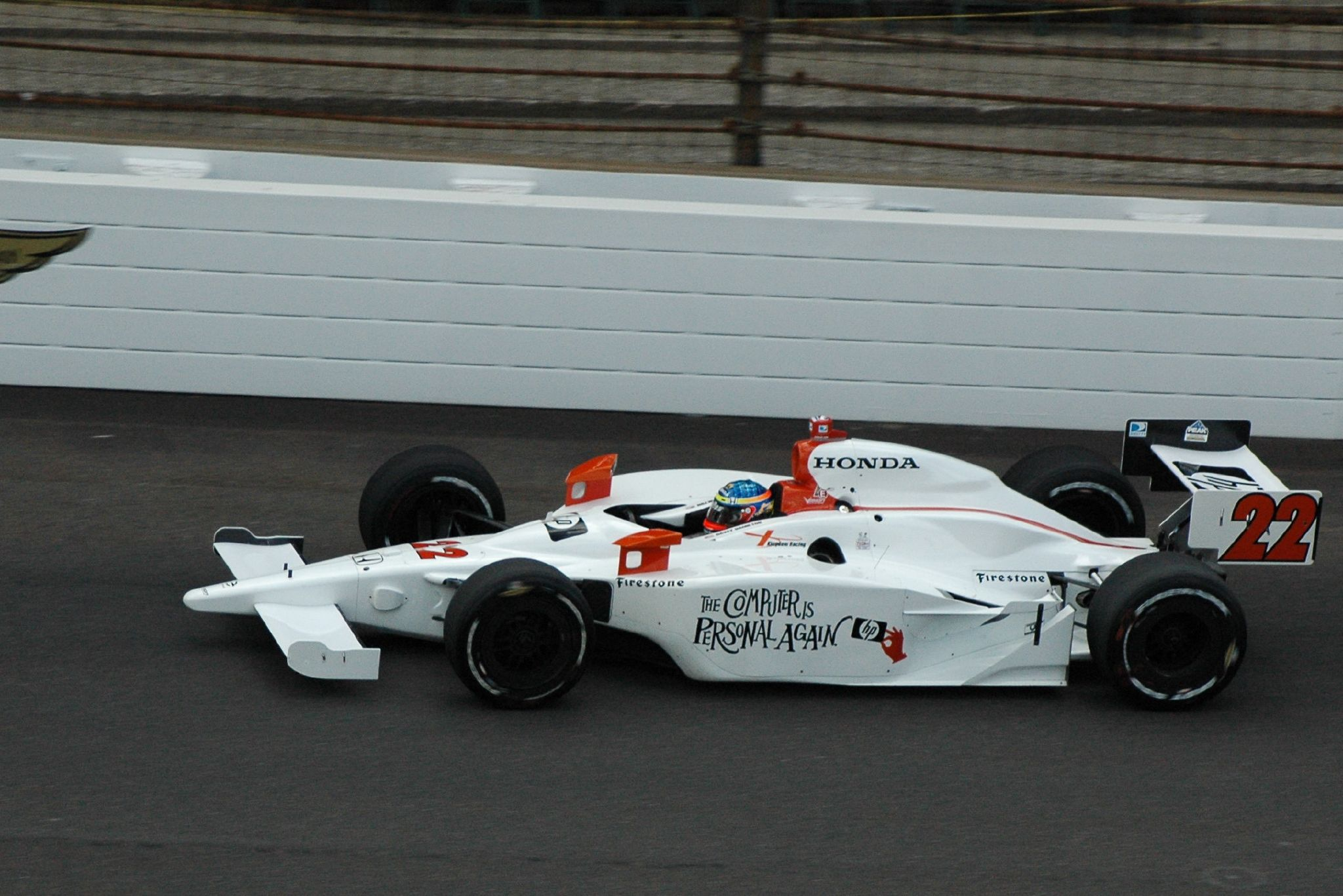
Hamilton in Indianapolis, 2008

Davey Hamilton (Nampa (Idaho), 13 juni 1962) is een Amerikaans autocoureur.

## Carrière
Hamilton nam van bij de start van het dan nieuwe Indy Racing League kampioenschap in 1996 deel aan deze raceklasse. Hij is de vice-kampioen van de seizoenen 1997 en 1998, zonder ooit een race te hebben gewonnen. Hij werd vierde in 1998 op Indianapolis. Hij finishte acht keer op een podiumplaats tot nog toe. Zijn carrière werd in 2001 abrupt onderbroken na een zwaar ongeval op de Texas Motor Speedway. Na lange revalidatie nam hij andere taken in de autosport op zich. Hij verzorgde radio uitzendingen voor het Indianapolis Motor Speedway netwerk en richtte het Davey Hamilton Apex Racing team op. In 2007 en 2008 reed hij weer de Indianapolis 500, voor Vision Racing. Hij werd negende in de race van 2007. In 2009 reed hij de Indy 500 voor Dreyer & Reinbold Racing.

## Resultaten
IndyCar Series resultaten (aantal gereden races, aantal maal in de top 5 van een race, eindpositie kampioenschap en punten)
| Jaar | Races | 1ste | 2de | 3de | 4de | 5de | Rang | Ptn |
| ---- | ----- | ---- | --- | --- | --- | --- | ---- | --- |
| 1996 | 3     | -    | -   | -   | -   | -   | 9    | 64  |
| 1997 | 10    | -    | -   | 3   | -   | 1   | 2    | 272 |
| 1998 | 11    | -    | 1   | 1   | 3   | 1   | 2    | 292 |
| 1999 | 10    | -    | 2   | 1   | -   | -   | 4    | 237 |
| 2000 | 9     | -    | -   | -   | -   | -   | 23   | 98  |
| 2001 | 5     | -    | -   | -   | -   | -   | 26   | 54  |
| 2002 | 1     | -    | -   | -   | -   | -   | 26   | 22  |
| 2008 | 1     | -    | -   | -   | -   | -   | 36   | 16  |
| 2009 | 1     | -    | -   | -   | -   | -   | 40   | 10  |
| 2010 | 2     | -    | -   | -   | -   | -   | 36   | 26  |
| 2011 | 3     | -    | -   | -   | -   | -   | 41   | 26  |